# VLS-1 V02
VLS-1 V02 foi o segundo voo do VLS-1 realizado no dia 11 de dezembro de 1999 a partir do Centro de Lançamento de Alcântara, tendo como objetivo o de colocar o microssatélite SACI-2 em órbita da Terra. O foguete foi destruído remotamente 3 minutos após o lançamento.

## Antecedentes
A missão tinha como objetivo o de colocar o satélite SACI-2 em órbita a 750 quilômetros da Terra, após o SACI-1, lançado pela China, ter sido perdido devido a uma falha no transmissor, e o de continuar o processo de certificação do foguete VLS. Foi o segundo lançamento do VLS-1, com o primeiro tendo sido perdido logo após o lançamento. A campanha de lançamento foi chamada de “Operação Almenara” e aconteceu após as modificações necessitadas após o primeiro acidente terem sido realizadas.
O custo total da operação foi de US$ 7,4 milhões, com o satélite sendo avaliado em R$ 2,04 milhões, e restrições orçamentárias evitaram um lançamento de teste antes do lançamento oficial. SACI-2 tinha como missão a coleta de dados hidrometeorológicos e ambientais, dentro do estudo da área de geofísica espacial.
Em março de 1999 as preparações no Centro de Lançamento de Alcântara já estavam em andamento. Em 18 de junho o Ministro da Defesa Élcio Álvares observou as atividades de montagem e integração do foguete no Instituto Tecnológico de Aeronáutica. O SACI-2 começou a ser montado em julho e chegou no Maranhão no dia 28 de novembro de 1999, quatro dias depois do previsto.
O lançamento estava planejado para 20 de novembro de 1999, mas testes do SACI-2 na câmara de termo-vácuo indicaram uma falha em um dos componentes eletrônicos. O foguete já estava pronto no mesmo mês. O problema do satélite foi resolvido com a substituição da memória do computador interno. Caso o satélite não tivesse sido consertado antes do lançamento, consideraram desmontar o VLS ou lançá-lo vazio. Posteriormente, o lançamento foi marcado para o dia 7 de dezembro, mas foi adiado devido a problemas com o foguete. No mesmo dia 7, as equipes do centro de lançamento encerraram a contagem regressiva simulada.
Cerca de 600 pessoas estiveram envolvidas com o lançamento e o espaço aéreo na região ficou interditado por aproximadamente três horas.

## Lançamento
O foguete, com 43 toneladas de combustível sólido, foi lançado no dia 11 de dezembro de 1999, as 16:40 (UTC-2), após dez minutos de atraso, com os quatro propulsores externos tendo funcionado corretamente, assim como os demais sistemas. Porém, foi remotamente destruído após 3m30s de missão devido ao segundo estágio não ter sido acionado. Os destroços caíram dentro da área interditada.
O anúncio do fracasso só veio após 1h20m. Segundo a versão oficial, o Brigadeiro Tiago Ribeiro, responsável pelo anúncio, teria passado mal devido à emoção após o acidente.

## Consequências
O anúncio do acidente veio da direção do INPE em São José dos Campos, cerca de uma hora antes de um anúncio oficial dos militares. A Força Aérea Brasileira contou com ajuda das comunidades de pescadores para localizarem os destroços. Seus quatro propulsores caíram à 60 quilômetros da costa da região de Parnaíba; do segundo estágio adiante caiu na costa de Fortaleza. Entre meios militares ocorreram boatos de que o VLS teria sido vítima de sabotagem.
A mídia nacional e internacional teve dificuldade na comunicação com seus jornais devido à Internet congestionada. O fracasso levou o INPE a cancelar o programa de microssatélites. No dia 13 de dezembro de 1999, o presidente Fernando Henrique Cardoso anunciou que o projeto passaria por uma revisão a cargo do MCT, Aeronáutica e do INPE.
A investigação revelou que o acidente foi devido à penetração de uma chama no bloco do segundo estágio e o flap da proteção térmica flexível dianteira. O lançamento seguinte, VLS-1 V03, após planos de lançá-lo em 2001, foi finalmente marcado para 2003. Porém, no dia 22 de agosto de 2003, três dias antes do lançamento, o foguete foi destruído em sua base devido a uma ignição acidental, causando 21 mortes. O VLS-1 V04 teve 70% de sua estrutura construída, mas o programa foi extinto em 2016.

## Plano de voo original
| Tempo  | Evento                                        | Resultado                                     |
| ------ | --------------------------------------------- | --------------------------------------------- |
| 00:00  | Lançamento do VLS-1                           | Sucesso                                       |
| 00:55  | Ignição do 2º estágio                         | Falhou                                        |
| 01:09  | Ignição do 3º estágio                         | —                                             |
| 02:11  | Separação da coifa                            | —                                             |
| 03:00  | Fim da queima do 3º estágio                   | —                                             |
| 03:30  | Destruição devido a não ignição do 2º estágio | Destruição devido a não ignição do 2º estágio |
| 03:08  | Separação do 3º estágio                       | —                                             |
| ~07:00 | Ignição do 4º estágio                         | —                                             |
| 09:00  | Injeção do satélite em órbita                 | —                                             |

## Nota
1. ↑  Tradução: "Facho de luz".[3]

## Ligação externa
- VLS-1 V2 Launch Failure - Solid Fuel Brazilian Rocket, 1999, Alcantara Space Center, AI upscale